# リニア・テクノロジー
リニア・テクノロジー（Linear Technology Corporation）は、高性能アナログ集積回路の設計、製造、販売を行っていたアメリカの半導体会社。同社の製品のアプリケーションには、電気通信、携帯電話、ネットワーク製品、ノートブックおよびデスクトップ コンピューター、ビデオ・マルチメディア、産業用計装、自動車用電子機器、ファクトリーオートメーション、プロセス制御、軍事および宇宙システムが含まれる。
同社は 1981年にロバート・H・スワンソン（Robert H. Swanson, Jr. ）とロバート・ C・ ドブキンによって設立された。
2016年7年、アナログ・デバイセズ社はリニア・テクノロジーを148億ドルで買収することに合意した。この買収は 2017年3年10日に完了し 、Linear の名前は、リニア・テクノロジーとアナログ・デバイセズを組み合わせた電源管理ポートフォリオの販売に使用される「Power by Linear」ブランドとして存続することになった。

## 製品

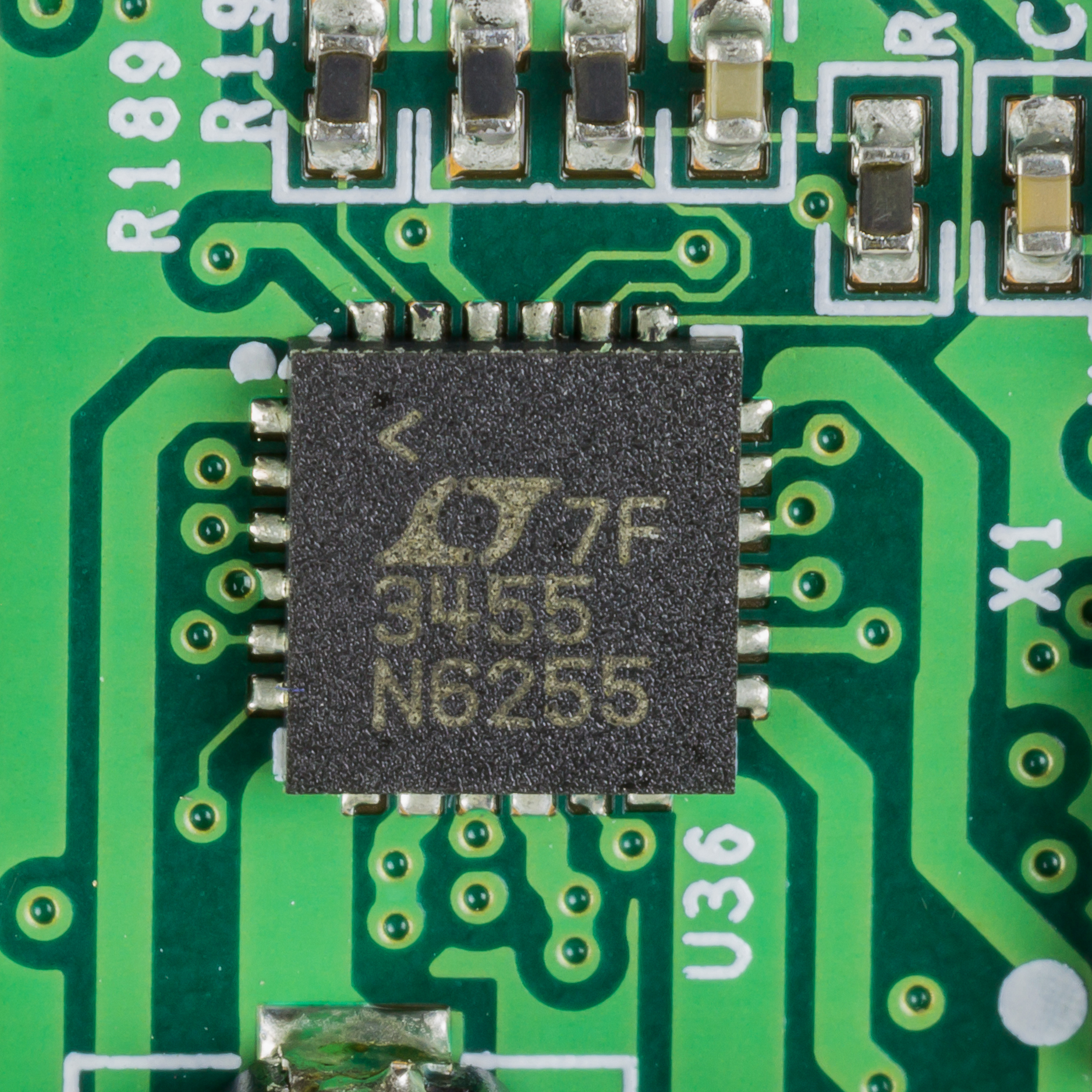
LTC3455 - Dual DC/DC コンバータ。

2010年8月現在、7500以上の製品を製造し、①データ変換（アナログ／デジタルコンバータ、デジタル／アナログコンバータ）、②信号処理（オペアンプ、コンパレータ、電圧基準）、③電源管理（スイッチングレギュレータ、リニアレギュレータ、バッテリー管理、LEDドライバ）、④インタフェース（RS232、RS485）、⑤高周波（ミキサ、直交変調器）、⑥発振器、⑦宇宙・軍事ICという7種類の製品カテゴリーに分類できる。

## LTspice
回路図キャプチャを含み、自由にダウンロードして使用できる、リニア・テクノロジ版SPICEである「LTspice」を開発・整備し提供していた。現在は、アナログ・デバイセズ社に承継されている。

## 所在地
本社はカリフォルニア州ミルピタスにあって、米国内では、アリゾナ州フェニックスに製品設計センターを持っていた。カリフォルニア州のグラスバレーとサンタバーバラ、コロラド州コロラドスプリングス、マサチューセッツ州ノースチェルムズフォード、ニューハンプシャー州マンチェスター、ノースカロライナ州ケーリー、テキサス州プレイノ、バーモント州バーリントンに、また、ミュンヘンとシンガポールにも設計センターがあった。
同社の半導体製造施設は、ワシントン州カマスとカリフォルニア州ミルピタスにあった。